# Дербенёв, Борис Владимирович
Бори́с Влади́мирович Дербенёв (1912—1987) — советский милиционер, начальник МВД Иркутской области.

## Биография
Во время Великой Отечественной войны был первым секретарём городского комитета ВКП(б) Черёмхова.

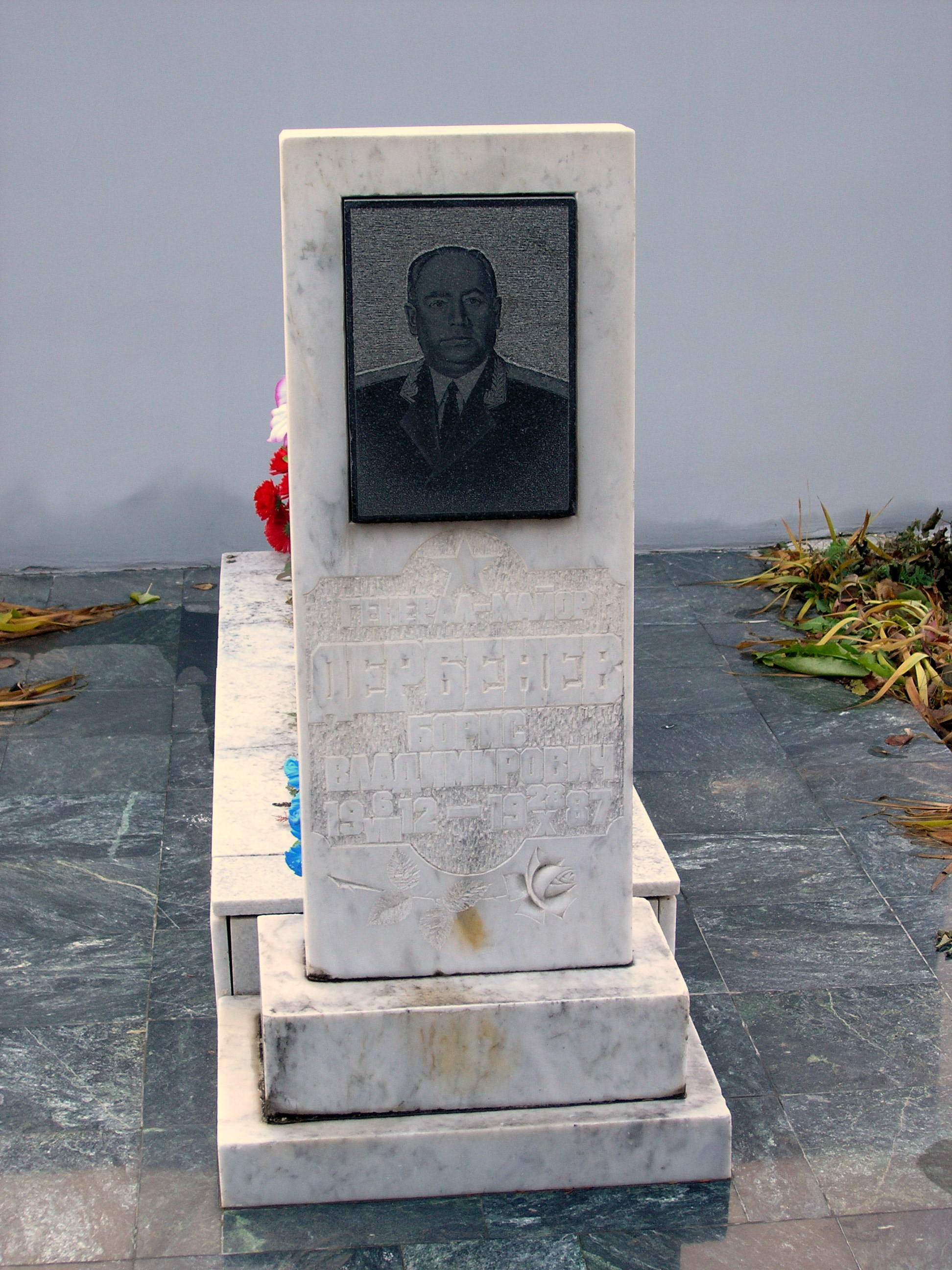
Могила на Баныкинском кладбище Тольятти

В 1956 году стал начальником Управления МВД по Иркутской области, которое возглавлял до 1972 года.
25 декабря 1963 Борису Дербенёву было присвоено звание комиссара милиции III ранга. После реформирования званий в системе МВД получил звание генерал-майора милиции.
Был женат на Тамаре Яковлевне Дербенёвой, работавшей начальником отдела кадров Иркутского производственного швейного объединения.
После выхода на пенсию вместе с супругой переехали в Калугу, затем перебрались в Тольятти, к дочери. Скончался в Тольятти. Похоронен на Баныкинском кладбище.